# Diez Pintores Concretos

## Grupo de Creación
Diez Pintores Concretos, grupo de pintores constituido en La Habana, Cuba desde 1958 hasta 1961, los miembros originales fueron: Pedro Carmelo Álvarez López, nació en 1922, en La Habana.
Wifredo Arrcay Ochandarena, nació el 10 de octubre de 1925, en La Habana. 
Salvador Zacarías Corratgé Ferrera, nació el 5 de noviembre de 1928, en La Habana.
Sandú Darié LAaver, nació el 6 de abril de 1908, en Román, Rumanía y falleció el 2 de septiembre de 1991 en La Habana,
Luis Darío Martínez Pedro, nació el 19 de diciembre de 1910, en La Habana y falleció el 11 de abril de 1989, en La Habana. 
José María Mijares Fernández, nació el 23 de junio de 1921 en La Habana.
Pedro de Oráa Carratalá, nació el 23 de octubre de 1931, en La Habana.
Dolores Soldevilla Nieto, nació el 24 de junio de 1901, Pinar del Río, Cuba y falleció el 5 de julio de 1971 en La Habana.
Rafael Soriano López, nació el 23 de noviembre de 1920, Cidra, Matanzas, Cuba; 
José Ángel Rosabal Fajardo, nació el 19 de agosto de 1935, en Manzanillo, Oriente, Cuba, quien posteriormente se incorporó al grupo.

## Exposiciones Colectivas
En el quehacer artístico, el grupo realizó exposiciones colectivas en 1959, "10 Pintores Concretos", Galería de Arte Color Luz, La Habana; en 1961, la exposición "“A”/Pintura Concreta", versiones sobre la letra “A” con motivo de la Campaña de Alfabetización, Museo Nacional de Bellas Artes, La Habana.

## Publicaciones
Además, se realizaron otras publicaciones sobre la obra del grupo, en 1961, en La Habana, Cuba, se editó una carpeta de serigrafías, impresión a cargo de Salvador Corratgé, titulada: 7 Pintores Concretos, en la que aparecen obras de Pedro de Oraá, Loló Soldevilla, José Mijares, Salvador Corratgé, Luis Martínez Pedro, Sandú Darié, José Rosabal; y una carpeta de serigrafías con motivo de la Campaña de Alfabetización, impresión a cargo de Salvador Corratgé, 1961, La Habana, Cuba, en la que participa el grupo completo.
- Datos: Q5806934